# Anaxidamo
Anaxidamo (en griego, Αναξιδαμος) fue un rey de Esparta, perteneciente a la dinastía de los Euripóntidas, que habría gobernado entre los años 625 a. C. y 600 a. C.
Era hijo del rey Zeuxidamas, de quien heredó el trono, y contemporáneo del rey Anaxandro, de la dinastía de los Agíadas. 